# Pristin
Pristin (koreanisch 프리스틴, stilisierte Schreibweise PRISTIN, vormals Pledis Girlz) war eine südkoreanische Girlgroup der dritten K-Pop-Generation, die 2016 von Pledis Entertainment gegründet wurde. Die Gruppe debütierte offiziell am 21. März 2017 mit dem Mini-Album Hi! Pristin. Genau wie Seventeen, die ebenfalls bei Pledis Entertainment unter Vertrag stehen, sind Pristin an der Entstehung ihrer Musik und den Choreografien stark beteiligt. Der offizielle Fanclub-Name der Gruppe lautet High. Am 24. Mai 2019 wurde die Auflösung der Gruppe bekannt gegeben.

## Geschichte

### 2016: Gründung als Pledis Girlz
Am 23. März 2016 wurde der offizielle Twitter-Account der Pledis Girls eröffnet und ein erstes Gruppenfoto veröffentlicht. Sieben der zehn Mitglieder waren der Öffentlichkeit bereits durch ihre Teilnahme an der TV-Show „Produce 101“ bekannt. Zunächst nahmen aber nur acht Mädchen an den Vorbereitungen für ihr Debüt teil, weil Nayoung und Kyulkyung „Produce 101“ erfolgreich beendeten und Teil der Girlgroup I.O.I wurden. Von Mai bis September hielten die Pledis Girlz, mit Ausnahme von Nayoung und Kyulkyung, wöchentliche Konzerte ab um ihren Bekanntheitsgrad weiter zu steigern.
Am 27. Juni erschien die Vorab-Single We zum Download. Das Lied wurde von einigen Mitgliedern der Gruppe selbst geschrieben. Im Video zu We wurden die Profile der Mädchen genutzt, um sie vorzustellen. Nayoung und Kyulkyung erscheinen nicht in dem Video, sie werden nur auf einem Foto am Anfang gezeigt.

### 2017: Debüt mitHi! Pristin
Am 6. Januar 2017, bei ihrem letzten Konzert als Pledis Girlz, wurde der offizielle Name der Gruppe, „Pristin“, bekannt gegeben. Am 21. März debütierte die Gruppe offiziell mit dem Mini-Album Hi! Pristin und der Single Wee Woo. Am 19. Mai erschien die zweite Single des Albums: Black Widow. Auf Hi! Pristin ist auch eine neue Version des Titels We enthalten, in der alle zehn Mitglieder zu hören sind.
Am 6. August gab die Gruppe ihren offiziellen Fanclub-Namen bekannt: „High“.
Am 23. August erschien das zweite Mini-Album Schxxl Out zusammen mit der Single We Like.
Am 12. Oktober gab Pledis Entertainment bekannt, dass Kyla aufgrund gesundheitlicher Probleme eine Pause einlegen und bis zu ihrer Genesung zu ihrer Familie in die USA gehen werde.

### 2018–2019: Pristin V und Auflösung
Am 8. Mai 2018 wurde Pristin V als erste Untergruppe angekündigt. Die Gruppe bestand aus den Mitgliedern Nayoung, Roa, Eunwoo, Rena und Kyulkyung. Pristin V veröffentlichten ihr erstes Single-Album mit dem Namen Like a V zusammen mit der Single Get It (네 멋대로) am 28. Mai. Like a V erreichte in den Gaon Album Charts Platz 5.
Am 24. Mai 2019 gab Pledis Entertainment in einem offiziellen Statement die Auflösung von Pristin bekannt. Weiter hieß es, dass Kyulkyung, Yehana und Sungyeon in der Agentur verbleiben werden. Die Verträge der restlichen Mitglieder seien mit sofortiger Wirkung aufgehoben worden.

## Mitglieder
| Bild (2016) | Name           | Geburtsname                         | Geburtstag (Alter)     | Geburtsort | Position                                |
| ----------- | -------------- | ----------------------------------- | ---------------------- | ---------- | --------------------------------------- |
|             | Nayoung 나영   | Lim Na-young 임나영                 | 18. Dezember 1995 (29) | Seoul      | Team leader Vocal, Main Dance, Lead Rap |
|             | Roa 로아       | Kim Min-kyeung 김민경               | 29. Juli 1997 (27)     | Chuncheon  | Sub Leader, Vocal                       |
|             | Yuha 유하      | Kang Gyeong-won 강경원              | 5. November 1997 (27)  | Gwangju    | Lead Vocal                              |
|             | Eunwoo 은우    | Jung Eun-woo 정은우                 | 1. Juli 1998 (26)      | Bucheon    | Main Vocal                              |
|             | Rena 레나      | Kang Yae-bin 강예빈                 | 19. Oktober 1998 (26)  | Ilsan      | Vocal, Lead Dance, Main Rap             |
|             | Kyulkyung 결경 | Zhou Jie Qiong 周洁琼               | 16. Dezember 1998 (26) | Shanghai   | Vocal, Main Dance                       |
|             | Yehana 예하나  | Kim Ye-won 김예원                   | 22. Februar 1999 (26)  | Ilsan      | Main Vocal, Lead Dance                  |
|             | Sungyeon 성연  | Bae Sung-yeon 배성연                | 25. Mai 1999 (25)      | Seoul      | Main Vocal                              |
|             | Xiyeon a 시연  | Park Jung-hyeon 박정현              | 14. November 2000 (24) | Wonju      | Vocalist, Dancer, Rapper                |
|             | Kyla 카일라    | Kyla Solhee Massie 카일라 솔희 마씨 | 26. Dezember 2001 (23) | Muncie     | Vocal, Lead Rap                         |

### Pristin V
Pristin V war eine Untergruppe von Pristin. Sie bestand aus den Mitgliedern Nayoung, Roa, Eunwoo, Rena und Kyulkyung.

## Diskografie

### EPs
| Jahr | Titel Musiklabel                                               | Höchstplatzierung, Gesamtwochen, AuszeichnungChartsChartplatzierungen (Jahr, Titel, Musiklabel, Platzierungen, Wochen, Auszeichnungen, Anmerkungen) | Anmerkungen                                              |
| Jahr | Titel Musiklabel                                               | KR | Anmerkungen                                              |
| ---- | -------------------------------------------------------------- | --- | -------------------------------------------------------- |
| 2017 | Hi! Pristin Pledis Entertainment + LOEN Entertainment          | KR4 (16 Wo.)KR | Erstveröffentlichung: 21. März 2017 Verkäufe: + 43.300   |
| 2017 | Schxxl Out Pledis Entertainment + LOEN Entertainment           | KR4 (7 Wo.)KR | Erstveröffentlichung: 23. August 2017 Verkäufe: + 27.246 |
| 2018 | Like a V (Pristin V) Pledis Entertainment + LOEN Entertainment | KR5 (4 Wo.)KR | Erstveröffentlichung: 28. Mai 2018 Verkäufe: + 15.301    |

### Singles
Verkäufe entnommen aus den Gaon Download Charts.

| Jahr | Titel Album                 | Höchstplatzierung, Gesamtwochen, AuszeichnungChartsChartplatzierungen (Jahr, Titel, Album, Platzierungen, Wochen, Auszeichnungen, Anmerkungen) | Anmerkungen                         |
| Jahr | Titel Album                 | KR | Anmerkungen                         |
| ---- | --------------------------- | --- | ----------------------------------- |
| 2016 | We Hi! Pristin              | — | als Pledis Girlz Verkäufe: + 19.922 |
| 2017 | Wee Woo Hi! Pristin         | KR47 (7 Wo.)KR | Verkäufe: + 161.904                 |
| 2017 | Black Widow Hi! Pristin     | — |                                     |
| 2017 | We Like Schxxl Out          | KR90 (1 Wo.)KR | Verkäufe: + 21.804                  |
| 2018 | Get It (네 멋대로) Like a V | — | Pristin V                           |

## Auszeichnungen
2017
- Asia Artist Awards – Best Rookie Award[23]
- Mnet Asian Music Awards – Best New Female Artist[24]

2018
- Seoul Music Awards – Best New Artist[25]
- Global V Live Awards – Global Rookie Top 5[26]